# Zapadnoturkijski jezici
Zapadnoturkijski jezici ili kipčački jezici, skupina altajskih jezika uže turkijske skupine koji se govore na područjima Rusije, Ukrajine, Kirgistana, Kazahstana,  Uzbekistana, i još nekih država. 
Sastoji se od 3 podskupine: 
- aralsko-kaspijska s četiri jezika;
- pontsko-kaspijska s četiri jezika;
- uralska s tri jezika.[1]

## Vanjske poveznice
- Ethnologue (14th)
- Ethnologue (15th)